# Jobim (cràter)

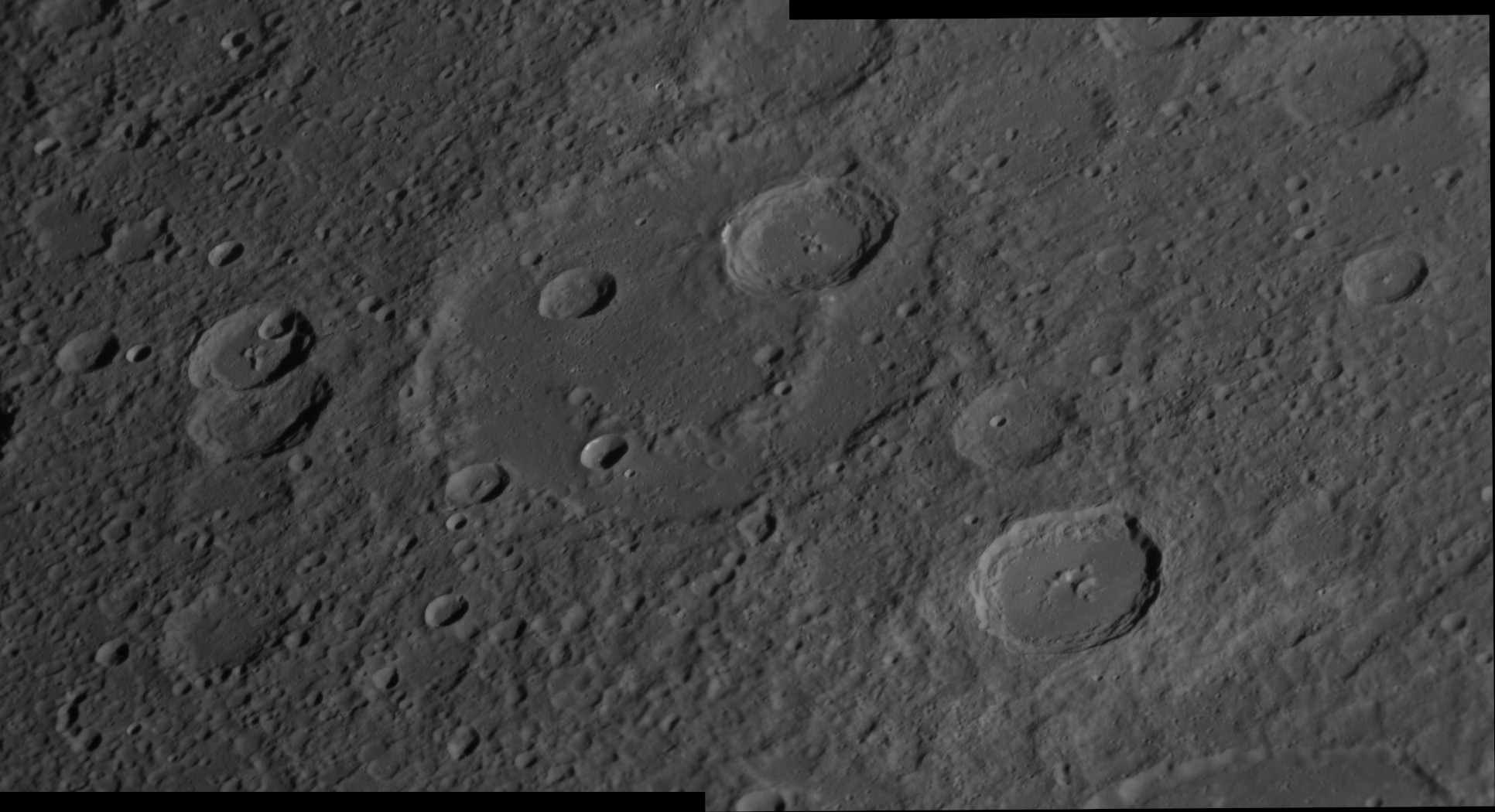

Jobim és un cràter d'impacte en el planeta Mercuri de 167 km de diàmetre. Porta el nom del compositor brasiler Antonio Carlos Jobim (1927-1994), i el seu nom va ser aprovat per la Unió Astronòmica Internacional el 2015.